# Rente cognitive
 (septembre 2023).
 (octobre 2023).
 (septembre 2023).
La mise en forme du texte ne suit pas les recommandations de Wikipédia : il faut le « wikifier ».
Les points d'amélioration suivants sont les cas les plus fréquents :
- Les titres sont pré-formatés par le logiciel. Ils ne sont ni en capitales, ni en gras.
- Le texte ne doit pas être écrit en capitales (les noms de famille non plus), ni en gras, ni en italique, ni en « petit »…
- Le gras n'est utilisé que pour surligner le titre de l'article dans l'introduction, une seule fois.
- L'italique est rarement utilisé : mots en langue étrangère, titres d'œuvres, noms de bateaux, etc.
- Les citations ne sont pas en italique mais en corps de texte normal. Elles sont entourées par des guillemets français : « et ».
- Les listes à puces sont à éviter, des paragraphes rédigés étant largement préférés. Les tableaux sont à réserver à la présentation de données structurées (résultats, etc.).
- Les appels de note de bas de page (petits chiffres en exposant, introduits par l'outil «  Source ») sont à placer entre la fin de phrase et le point final[comme ça].
- Les liens internes (vers d'autres articles de Wikipédia) sont à choisir avec parcimonie. Créez des liens vers des articles approfondissant le sujet. Les termes génériques sans rapport avec le sujet sont à éviter, ainsi que les répétitions de liens vers un même terme.
- Les liens externes sont à placer uniquement dans une section « Liens externes », à la fin de l'article. Ces liens sont à choisir avec parcimonie suivant les règles définies. Si un lien sert de source à l'article, son insertion dans le texte est à faire par les notes de bas de page.
- La présentation des références doit suivre les conventions bibliographiques. Il est recommandé d'utiliser les modèles {{Ouvrage}}, {{Chapitre}}, {{Article}}, {{Lien web}} et/ou {{Bibliographie}}. Le mode d'édition visuel peut mettre en forme automatiquement les références.
- Insérer une infobox (cadre d'informations à droite) n'est pas obligatoire pour parachever la mise en page.

Pour une aide détaillée, merci de consulter Aide:Wikification.
Si vous pensez que ces points ont été résolus, vous pouvez retirer ce bandeau et améliorer la mise en forme d'un autre article.
La rente cognitive est l’ensemble des connaissances d’une entreprise. Ces connaissances accumulées, transformées, ou créées représentent un capital. En utilisant bien celui-ci, l’entreprise va avoir un avantage sur ses concurrents.

## Historique
La notion de rente cognitive fait partie de la famille des théories de la firme basées sur les ressources (Resource-Based View (RBV)). Selon ces théories, une entreprise peut se démarquer de la concurrence en exploitant mieux ses ressources internes. Par exemple, le modèle de l’organisation apprenante, né des travaux de Chris Argyris et Peter Senge, s’appuie sur l’idée qu’une entreprise devient performante en valorisant mieux ses connaissances.
Dans cette approche théorique, John-Christopher Spender propose la notion de rente des organisations basée sur la connaissance. Elle comporte deux éléments. Le premier est un ensemble de connaissances collectives plutôt non-formelles. Les routines d’une organisation et la culture d’entreprise font partie de ces connaissances collectives. Le second élément est la connaissance explicite qui regroupe les techniques et les savoirs propres à une organisation.
Ces théories de la firme, mettant en avant la connaissance comme ressource face à la concurrence, ont connu un essor dans les années 1990. Elles ont ensuite fait l’objet de critiques. L'économiste Michael Porter formule trois reproches. Premièrement, il n’existe pas de mode d’emploi pour exploiter cette rente de connaissances. Deuxièmement, ces théories ne définissent pas bien la notion de connaissance. Troisièmement, ces approches abordent l’entreprise comme une organisation isolée de son environnement externe.
La notion de rente cognitive proposée par Sébastien Bourbon reprend l’idée de valoriser les connaissances pour avoir un avantage concurrentiel. Elle répond aussi aux trois principales critiques des théories basées sur les ressources. Tout d’abord, la rente cognitive a un caractère concret et opérationnel. Ensuite, elle s’appuie sur une définition précise de la notion de connaissance. Enfin, la rente cognitive résulte de logiques internes, mais aussi externes à l’entreprise. En effet, la notion de rente cognitive a plusieurs dimensions.

## Dimensions de la rente cognitive
La rente cognitive se compose de quatre formes précises de connaissances, définies d’après les travaux de Ikujiro Nonaka, Lundvall (en) et Johnson.
Nonaka distingue les connaissances explicites et implicites. Lundvall et Johnson identifient quatre catégories de connaissances : know-what (connaissances explicites et factuelles), know-why (connaissances explicites et académiques), know-how (connaissances implicites et savoir-être), know-who (connaissances implicites et relations interpersonnelles).
Dans un souci de les rendre plus concrètes, ces quatre formes de connaissances de la rente cognitive ont été requalifiées. Premièrement, la rente cognitive comprend une maîtrise des procédures. Cela inclut les informations (savoirs explicites, know-what) à la disposition de l’entreprise. Deuxièmement, la rente cognitive correspond aussi à des compétences existantes dans une organisation ; c’est-à-dire des techniques spécifiques (savoirs explicites, know-why). Troisièmement, la rente cognitive d’une entreprise comporte également une expertise. Elle se conçoit comme des savoirs implicites, des know-how, qui se reflètent dans les attitudes des professionnels. Enfin, la rente cognitive d’une organisation intègre l’expérience. C’est un ensemble de savoirs implicites, des know-who qui aident à avoir une perception fine des enjeux.
La rente cognitive a un caractère individuel (connaissances d’un collaborateur) mais aussi collectif (connaissances d’un groupe). Ainsi, la rente cognitive d’une organisation résulte de l’imbrication et de l’interaction de plusieurs formes de rentes cognitives spécifiques.  
Au niveau des collaborateurs, les échanges interpersonnels consolident les rentes cognitives individuelles. Au sein d’une société, la confrontation des points de vue entre différents services peut aussi se comprendre comme une confrontation de rentes cognitives collectives. Au niveau de l’organisation, il convient d’entretenir une culture d’entreprise orientée connaissances pour avoir une rente cognitive organisationnelle de qualité. L’entreprise va aussi enrichir sa rente cognitive par des échanges avec les partenaires externes.

## Usages de la rente cognitive des entreprises
Le principal intérêt d’une rente cognitive riche et diversifiée sur les quatre types de connaissances est de pouvoir bénéficier d’une asymétrie de connaissances par rapport aux autres acteurs du marché. Décidant et agissant en meilleure connaissance de cause, l’entreprise va alors faire des choix stratégiques plus judicieux que ses concurrents.
Une entreprise voulant valoriser sa rente cognitive procède de deux manières : l’exploration et l’exploitation des connaissances. L’exploration consiste à rechercher au sein et en dehors de l’organisation diverses formes de connaissances pouvant renouveler la réflexion stratégique. L’exploitation de la rente cognitive est un processus de mise en valeur et de création des quatre formes de connaissances.
Une bonne valorisation de la rente cognitive peut apporter plusieurs formes de bénéfices à une organisation. Sur le plan stratégique, cela aide à renouveler la décision et la lecture des enjeux. D’un point de vue managérial, le renforcement des rentes cognitives individuelles peut devenir un objectif de gestion des compétences. Au niveau organisationnel, des procédures pour mieux explorer et exploiter la rente cognitive collective peuvent améliorer le fonctionnement d’une entreprise. Sous un angle commercial, un travail sur les lacunes de la rente cognitive du client permet de mieux cerner ses besoins en connaissances ; et donc d’y apporter une réponse plus adaptée.  